# Albeuve
Albeuve is een plaats en voormalige gemeente in het district Gruyère, kanton Fribourg, Zwitserland.
Albeuve ging in 2002 samen met Lessoc, Montbovon en Neirivue op in de gemeente Haut-Intyamon.